# آلاله کندوانی
آلاله کندوانی (نام علمی: Ranunculus sojakii) نام یک گونه از سرده آلاله است. سردهٔ آلاله در ایران ۵۵ گونهٔ علفی یک ساله و چند ساله دارد. آلاله کندوانی یکی از ۵۵ گونهٔ موجود در ایران است.